# Черновське (Ленінградська область)
Черновське (рос. Черновское) — селище у Сланцевському районі Ленінградської області Російської Федерації.
Населення становить 377 осіб. Належить до муніципального утворення Черновське сільське поселення.

## Історія
Згідно із законом від 1 вересня 2004 року № 47-оз належить до муніципального утворення Черновське сільське поселення.

## Населення
| 2007 | 2010 |
| ---- | ---- |
| 425  | ↘377 |